# Красавицата и отличникът
„Красавицата и отличникът” е българската версия на американското шоу Beauty and the Geek, предавано по bTV. Предаването има само един сезон за България.
Водещ на шоуто е репортерът Борислав Лазаров. Победители са Сияна Чалъкова и Александър Хаджимитов.

## Сезони
| Сезон | Сезон | ТВ канал | Година | Старт           | Финал           | Победител                              | Награда                                     |
| ----- | ----- | -------- | ------ | --------------- | --------------- | -------------------------------------- | ------------------------------------------- |
|       | 1     | bTV      | 2005   | 3 октомври 2005 | 29 ноември 2005 | Сияна Чалъкова и Александър Хаджимитов | джипове, екскурзии до Карибите, 300 000 лв. |

## Формат
В шоуто участват 10 жени и 10 мъже, разделени на двойки. По време на експеримента участниците имат мисия. Двойката победител има право да посочи две двойки, които да отидат в стаята за изгонване. По време на номинациите номинираните си избират въпрос, на който да отговорят правилно. Този, който е събрал повече правилни отговори, остава, а този, който е отговорил вярно на по-малко въпроси, напуска експеримента.

## Участници
- Албена Петрова (25) и Артур (19)
- Биляна (20) и Мариян (18)
- Боряна (25) и Александър Стайков (31)
- Десислава Ковачева (22) и Драгомир (26)
- Елена (20) и Стилиян (28)
- Мариета Михайлова (19) и Ивайло (20)
- Ива Атанасова (21) и Найден (19)
- Ралица (21) и Станимир (26)
- Сияна Чалъкова (20) и Александър Хаджимитов (26) (победители)
- Цвета Дилчева (19) и Владислав (27)